# 하재헌
하재헌(1994년 1월 26일 ~ )은 2015년 DMZ 지뢰폭발사건의 피해자이자 예비역 육군 중사이고 대한민국의 장애인 스포츠 선수이다.